# フラ フラ フラ
『フラ フラ フラ』は、SIONの11枚目のオリジナル・アルバム。1997年3月21日発売。発売元はBAIDIS（テイチク）。

## 解説
1年4か月ぶりのオリジナル・アルバム。SIONはこの作品を最後にテイチクから移籍する（後に復帰）。

## リリース変遷
2004年6月23日に再発売され、2008年8月27日に紙ジャケット・リマスタリング仕様で再発売された（現在は廃盤）。

## 収録曲
作詞・作曲：SION　編曲（M-11を除く）：松田文
1. 桜のトンネル (5:49)
2. ぶるうむうん (5:08)
3. サンタクロースの夢を嚙って (4:47)
4. ゆうじ (3:49)
  - 「ゆうじ」とは大矢郁史（元SHADY DOLLS）のこと。
5. ちょっといいな (5:20)
6. がんばれがんばれ (アルバム・ヴァージョン) (4:07)
  - 7thシングルのアルバム版。キリン烏龍茶「鳳凰」CMソング。
7. 腰を上げて (3:45)
8. せっかく生まれてきたからよ (4:11)
9. バス (5:07)
10. フラ フラ フラ (6:11)
11. 8月の自惚れ (4:17)

## 参加ミュージシャン
- SION：ボーカル、アコースティック・ギター
- 松田文：エレクトリック・ギター、アコースティック・ギター
- 早川岳晴：ベース
- 宮田繁男：ドラム
- 細海魚：オルガン、アコーディオン、ピアノ
- 三沢泉：パーカッション
- 小山秀樹：オルガン、アコーディオン、ピアノ
- ポニー：バンジョー、アイリッシュ・フルート、ホイッスル、アイリッシュブズーキ
- 吉川忠英：アコースティック・ギター
- 尾崎孝：スティール・ギター

## カバー
がんばれがんばれ
- 桜井和寿（2018年） - 自身が所属するユニット・ウカスカジーのライブツアー『ウカスカジー TOUR 2018日本のアンセム』およびライブ『MIFA Football Park 4th anniversary party 〜MIFA 夏祭り〜』内での自身のソロコーナーにてカバー。